# NGC 6217
NGC 6217 est une galaxie spirale barrée située dans la constellation de la Petite Ourse. NGC 6217 a été découverte par l'astronome germano-britannique William Herschel en 1797.

## Caractétistiques
La classe de luminosité de NGC 6217 est II-III et elle présente une large raie HI. Elle renferme également des régions d'hydrogène ionisé. De plus, c'est une galaxie active de type Seyfert 2.

### Distance
Sa vitesse par rapport au fond diffus cosmologique est de 1 330 ± 4 km/s, ce qui correspond à une distance de Hubble de 19,6 ± 1,4 Mpc (∼63,9 millions d'al).
À ce jour, sept mesures non basées sur le décalage vers le rouge (redshift) donnent une distance de 20,643 ± 7,334 Mpc (∼67,3 millions d'al), ce qui est à l'intérieur des valeurs de la distance de Hubble.

### Morphologie
NGC 6217 a été utilisée par Gérard de Vaucouleurs comme une galaxie de type morphologique (R1'R2')SAB(rs)bc dans son atlas des galaxies,.
La classification morphologique (R')SB(rs)bc signifie que cette galaxie a un pseudo anneau qui l'entoure (R'), une barre en son centre (B), un anneau interne (rs) et des bras spiraux modérément enroulés (bc). Le noyau est de forme typique ne montrant aucun signe d'aplatissement. La longueur angulaire de la barre centrale est d'environ 48" le long d'un angle de position de 35,97 ± 0,35°.

### Luminosité dans l'infrarouge
La luminosité de NGC 6217 dans l'infrarouge lointain (de 40 à 400 µm) est égale à 1,55 × 1010 {\displaystyle L_{\odot }} (1010,19{\displaystyle L_{\odot }}) et sa luminosité totale dans l'infrarouge (de 8 à 1 000 µm) est de 2,19 × 1010 {\displaystyle L_{\odot }} (1010,34{\displaystyle L_{\odot }}).

### Zone de formation d'étoiles
Une importante région de formation d'étoiles se trouve à 10" au sud-est du noyau. Le diamètre de l'anneau interne est d'environ 43".

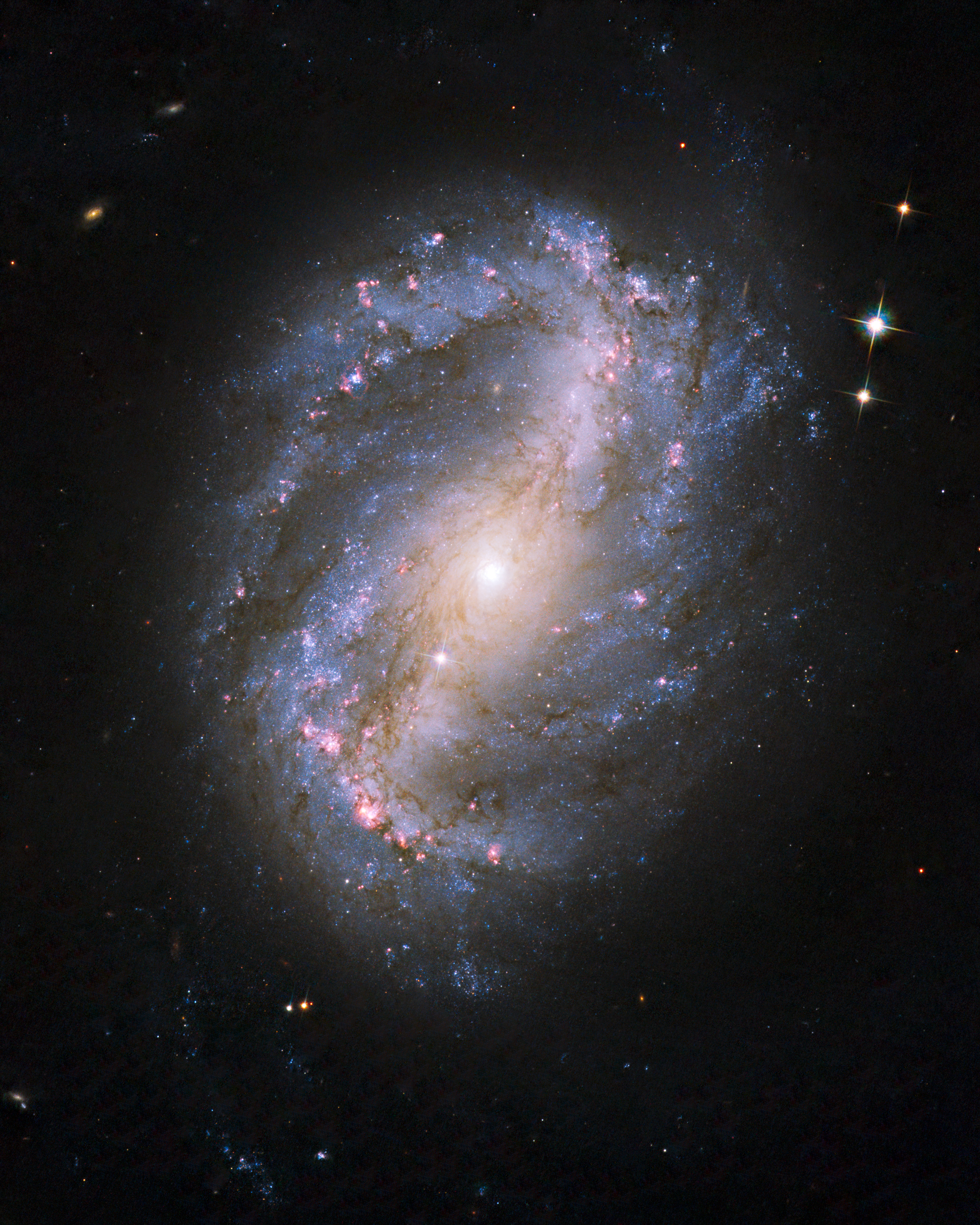
NGC 6217 par le télescope spatial Hubble. L'arc rosâtre au sud-est du noyau est une région de formation d'étoiles.

### Galaxie à sursaut d'étoiles
NGC 6217 est une galaxie à sursaut de formation d'étoiles, son spectre étant dominé par la photo-ionisation présente chez les jeunes étoiles chaudes. Ces étoiles sont âgées de moins de 10 millions d'années et elles produisent un spectre bleuâtre continu présentant de faibles lignes d'absorption d'éléments lourds (c.-à-d. autre que l'hydrogène et l'hélium). Le noyau de faible luminosité au cœur de la galaxie a formé une région HII.